# Pyrausta matuta
Pyrausta matuta là một loài bướm đêm trong họ Crambidae.